# Phạm Sơn Dương
Phạm Sơn Dương (sinh năm 1951) là Thiếu tướng Quân đội nhân dân Việt Nam. Ông từng là Phó Giám đốc Viện Khoa học và Công nghệ Quân sự, Bộ Quốc phòng Việt Nam. Ông là con trai duy nhất của cố Thủ tướng Việt Nam Phạm Văn Đồng. Thân mẫu của ông là bà Phạm Thị Cúc.
Năm 2009, ông được Thủ tướng thăng quân hàm từ Đại tá lên Thiếu tướng.